# EURDEP
Die Europäische Plattform zum Austausch Radiologischer Daten, kurz EURDEP (englisch European Radiological Data Exchange Platform), ist ein System der Europäischen Union zur Sammlung, Aufbereitung und Darstellung von Daten der radiologischen Umweltüberwachung der Mitgliedsstaaten.
Auf der EURDEP-Plattform werden Daten nationaler Messsysteme zur Überwachung der Umweltradioaktivität, zumeist in Form der Ortsdosisleistung, gesammelt und auf interaktiven Karten dargestellt. Sowohl im Routinebetrieb als auch während möglicher Notfälle sollen Daten mindestens stündlich aktualisiert werden. Die Datenübermittlung erfolgt automatisch und ist kompatibel zum Format IRIX (englisch International Radiological Information Exchange) der Internationalen Atomenergie-Organisation.
Die Plattform ist Bestandteil des ECURIE Systems und wurde 1995 in Betrieb genommen. Neben den Mitgliedsstaaten der Europäischen Union beteiligen sich Albanien, Island, Nordmazedonien, Norwegen, Russland, die Schweiz und die Türkei auf freiwilliger Basis an EURDEP. 
Nationaler Kontaktpunkt Deutschlands und damit verantwortlich für die Datenübermittlung ist das Bundesamt für Strahlenschutz. Für Österreich übermittelt das Umweltbundesamt die Daten, für die Schweiz die Nationale Alarmzentrale.